# نورما نیکولز
نورما نیکولز (انگلیسی: Norma Nichols؛ ‏ ۷ ژانویهٔ ۱۸۹۴ – ۲۷ نوامبر ۱۹۸۹) بازیگر اهل ایالات متحده آمریکا بود.
از فیلم‌هایی که وی در آن نقش داشته‌است، می‌توان به روز یونس‌وار چاقالو، خمیر و دینامیت، دستگیره قلعی چاقالو، پیشخدمت، بلاگردان، لژیون مرگ، تحصیلدار، دکان نانوایی و مرد مال‌دوست اشاره کرد.